# マリア・アンナ・チャルトリスカ
マリア・アンナ・チャルトリスカ（ポーランド語:Maria Anna Czartoryska, 1768年3月15日 - 1854年10月21日）は、ポーランド・リトアニア共和国の貴族女性、作家。マリア・ヴィルテンベルスカ（Maria Wirtemberska）とも呼ばれる。

## 生涯
アダム・カジミェシュ・チャルトリスキ公とその妻イザベラ・フレミング伯爵夫人の間に次女として生まれた。弟にアダム・イェジ・チャルトリスキ公がいる。1784年にヴュルテンベルク公フリードリヒ2世の次男で、ロシア皇太子妃マリア・フョードロヴナの兄にあたるルートヴィヒと結婚した。夫はリトアニア軍の将軍であったが、1792年にロシア・ポーランド戦争が始まると、ロシアとの交戦を拒否して戦線を離脱した。マリア・アンナは夫のポーランドへの裏切りを知って離婚を決意し、1793年正式に離別した。夫妻にはその前年、長男アダムが生まれていたが、父方に引き取られた。
1818年、マリア・アンナはポーランド語の感傷的な小説『マルヴィナ（Malwina）』を発表し、話題を呼んだ。